# Vonalkás földibagoly
A vonalkás földibagoly (Euxoa vitta) a rovarok (Insecta) osztályának a lepkék (Lepidoptera) rendjéhez, ezen belül a bagolylepkefélék (Noctuidae) családjához és a Noctuinae alcsalád Euxoa rovarneméhez tartozó bagolylepkefaj.

## Megjelenése
Az imágók más bagolylepkékhez hasonlóan molyhos testűek, hátsó szárnypárjuk egyszínű, elülső szárnyaikon íves vonalkákból, sötétebb és világosabb foltokból álló, viszonylag kevéssé kontrasztos rajzolat látható.

## Előfordulása
Magyarországon a Dunántúli-középhegység (főként a Keszthelyi-fennsík, a Vértes, a Budai-hegység és a Pilis) nyílt dolomitsziklagyepeinek jellemző lepkefaja, valószínűleg jégkorszaki reliktum faj. Helyenként gyakori  Ausztriában is, a belső-alpin száraz területek sziklagyepein és törmeléklejtőin.

## Életmódja
A kifejlett imágók a nyár végén, ősz elején, többnyire augusztus végétől október elején rajzanak; ahol élőhelyük védett és nincs kitéve jelentős zavarásnak, ott rajzás idején jelentős egyedszámban is mutatkozhatnak. A hernyók polifágok, elsősorban fűfélék gyökerein táplálkoznak.

## Védelme, veszélyeztetettsége
Hazánkban elsősorban a populációinak elszigeteltsége folytán minősül veszélyeztetettnek. Legfőbb veszélyeztető tényezője - a dolomitsziklagyepek más reliktumfajaihoz hasonlóan - a kopárfásítás. Magyarországon védett, természetvédelmi értéke 50.000 forint.